# Paranthrene propyria
Paranthrene propyria là một loài bướm đêm thuộc họ Sesiidae. Nó được biết đến ở Zambia.